# Остафій Богданович Волович
Остафій Богданович Волович (пол. Ostafi Wołłowicz; біля 1520 — 1587 ) — державний діяч Великого князівства Литовського, гуманіст і просвітитель, один з укладачів Литовського статуту, керівників і меценат реформаційного руху на землях Великого князівства Литовського, підканцлер та великий канцлер литовський (у 1566–1587 рр.); староста річицький, могильовський, берестейський, кобринський.

## Біографія
Уродженець Гродненського воєводства. Походив з православного роду Воловичів. Отримав домашню освіту, потім вчився в одному з університетів в Німеччини, і отримав юридичну освіту в Падуанському університеті.
- У 1540-х роках служив секретарем у віленського воєводи Яна Глібовича.
- Протягом 1551-1566 років обіймав уряд писаря найвищого литовського.
- У 1552 р. одружився з Феодорою (Теодорою) Сапігою, донькою Павла Сапіги.[6] Обіймав високі посади маршалка литовського, підскарбія земського (у 1561-1566 рр.), підканцлера литовського, маршалка дворного (у 1561-1569 рр.).

Був довіреною особою Сигізмунда II Августа (від 1552 р. до 1566 р.) і виконував його доручення, зокрема, у переговорах з царем Іваном IV Грозним (1553 р.), в результаті яких було підписано перемир'я. У нагороду отримав від короля Могильовське староство. За допомогу польській королеві Боні Сфорца у проведенні аграрної реформи отримав Усвятське староство.
- У 1558 р. разом з віленським воєводою Миколою Радзивіллом (Чорним) безуспішно намагався переконати посла Івана Грозного в необхідності союзу християнських держав Великого князівства Литовського і Московської держави проти Кримського ханства і османської імперії. Пізніше, на початку Лівонської війни, Волович та Микола Радзивілл Чорний через посла Володкевича пропонували встановити мирні стосунки, скріплені шлюбом Івана Грозного на сестрі польського короля і великого князя литовського Сигізмунда II Катерині. Був одним з тих державних діячів Великого князівства Литовського, які зверталися до Андрія Курбського із запрошенням переїхати до Литви.

Входив до складу комісії, що готувала другий Литовський статут (1566 р.), разом із канцлером Миколаєм Радзивіллом Чорним. Був каштеляном трокським (1569 р.). Виступав, разом з Григорієм Ходкевичем, Миколою Радзивіллом Чорним та іншими прихильниками максимального збереження державної самостійності Великого князівства Литовського, на Люблінському сеймі був рішучим противником Люблінської унії (1569 р.).
Був відомим прихильником віротерпимості і вільнодумства. З православ'я перейшов у протестантство, був прихильником кальвінізму, пізніше — аріанства. На кошти Воловича була створена друкарня в Несвіжі. Протегував Симона Будного; завдяки турботам Воловича були видані «Катехізис» (1562 р.) та інші його твори. Стараннями Воловича і на його кошти було зроблено переклад твору швейцарського теолога-кальвініста Генріха Буллінгера «Про істинне прийняття тіла і крові Ісуса Христа».
Під час «елекційної війни» 1575 р. він був прихильником ерцгерцога Ернеста Габсбурга, сина імператора Священної Римської імперії Максиміліана II, проте потім примирився зі Стефаном Баторієм. Брав участь у поході на Полоцьк та в інших військових походах нового короля.
- З 1579 р. — він канцлер Великого князівства Литовського (у 1579-1587 рр.), каштелян віленський. Під час «третьої елекційної війни» (1587 р.) виступав проти вибору Сигізмунд III Вази без участі Великого князівства Литовського, проте незабаром схилився на його бік.
- Разом зі своїм заступником підканцлером Левом Сапегою підготував Статут Великого князівства Литовського 1588 р., котрий юридично закріпив суверенні права Великого князівства Литовського в конфедеративній Речі Посполитій.

Своїм заповітом О. Волович наказував звільнити всіх своїх невільних і залежних людей.